# Якуб з Тикоцина

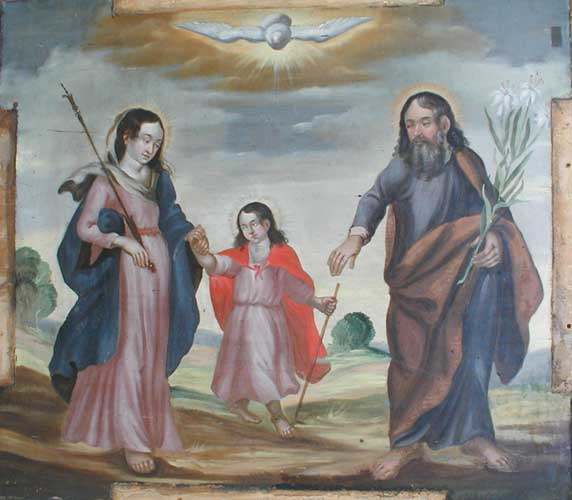
Свята Сім'я. Друга половина XVII ст.

Якуб з Тикоцина (пол. Jakub z Tykocina) — білоруський живописець XVII століття. Походив з Польщі. У 1647 році йому замовили розмалювати і позолотити вівтарі і хор у Костелі Благовіщення монастиря бригідок у Гродно. Йому приписують цикл картин у парапеті хору костелу зі сценами життя Христа: «Різдво Христове», «Поклоніння пастухів», «Поклоніння волхвів», «Стрітення», «Обрізання», «Втеча в Єгипет», «Христос, Марія, Йосип йдуть в Єрусалим», «Христос в Єрусалимському храмі».